# Вестлейк-Корнер (Вірджинія)
Вестлейк-Корнер (англ. Westlake Corner) — переписна місцевість (CDP) в США, в окрузі Франклін штату Вірджинія. Населення — 1553 особи (2020).

## Географія
Вестлейк-Корнер розташований за координатами 37°7′6″ пн. ш. 79°41′52″ зх. д. / 37.11833° пн. ш. 79.69778° зх. д. (37.118396, -79.697853).  За даними Бюро перепису населення США в 2010 році переписна місцевість мала площу 29,70 км², з яких 26,08 км² — суходіл та 3,62 км² — водойми.

## Демографія
Згідно з переписом 2010 року, у переписній місцевості мешкало 976 осіб у 439 домогосподарствах у складі 333 родин. Густота населення становила 33 особи/км².  Було 663 помешкання (22/км²).
Расовий склад населення:
| - 96,9 % — білих - 1,0 % — чорних або афроамериканців - 0,7 % — азіатів - 0,3 % — корінних американців |

До двох чи більше рас належало 0,8 %. Частка іспаномовних становила 1,0 % від усіх жителів.
За віковим діапазоном населення розподілялося таким чином: 14,8 % — особи молодші 18 років, 56,7 % — особи у віці 18—64 років, 28,5 % — особи у віці 65 років та старші. Медіана віку мешканця становила 53,9 року. На 100 осіб жіночої статі у переписній місцевості припадало 99,2 чоловіків;  на 100 жінок у віці від 18 років та старших — 102,4 чоловіків також старших 18 років.
Середній дохід на одне домашнє господарство  становив 81 976 доларів США (медіана — 77 167), а середній дохід на одну сім'ю — 90 794 долари (медіана — 90 765). За межею бідності перебувало 3,0 % осіб, у тому числі 0,0 % дітей у віці до 18 років та 4,4 % осіб у віці 65 років та старших.
Цивільне працевлаштоване населення становило 455 осіб. Основні галузі зайнятості: освіта, охорона здоров'я та соціальна допомога — 30,5 %, роздрібна торгівля — 18,7 %, будівництво — 13,0 %, фінанси, страхування та нерухомість — 10,8 %.